# Maerua edulis
Maerua edulis là một loài thực vật có hoa trong họ Capparaceae. Loài này được Dewolf mô tả khoa học đầu tiên.